# MH-53 Pave Low
MH-53 Pave Low (укр. «Пейв Ло́у») — серія бойових рятувально-пошукових (CSAR) гелікоптерів дальнього радіуса дії для ВПС США. Серія є оновленням HH-53B/C, варіанту гелікоптера CH-53 Sea Stallion. HH-53 Super Jolly Green Giant був розроблений для заміни HH-3 Jolly Green Giant. Пізніше гелікоптери використовували для спеціальних операцій. Повітряні сили списали свої гелікоптери MH-53J/M у вересні 2008.

## Проектування і розробка
ВПС США замовили варіанти HH-53B та HH-53C для рятувально-пошукових підрозділів, а також розробили версію MH-53J Pave Low для спеціальних операцій.
Модифікація Pave Low мав низьку висоту польоту, велику дальність, могла непоміченою проникати на заборонені території, вдень і вночі, за несприятливої погоди, для інфільтрації, ексфільтрації і поповнення запасів військ спеціального призначення. Pave Low зазвичай працює у парі з MC-130H Combat Talon для наведення, зв'язку і бойової підтримки, а також з MC-130P Combat Shadow дозаправки в польоті.
За великий зелений корпус HH-53B отримав прізвисько «Super Jolly Green Giant». Це прізвисько відноситься і до меншого HH-3E «Jolly Green Giant», розтягнутого варіанту гелікоптера H-3 Sea King, використовувався за часів В'єтнамської війни для рятувально-пошукових операцій.

### HH-53B
ВПС США прихильно відносилися до своїх Sikorsky S-61R/HH-3E «Jolly Green Giant» рятувально-пошукових гелікоптерів дальньої дії (CSAR) і були зацікавлені у покращених S-65/CH-53A. У 1966 ВПС підписали контракт з Sikorsky на випуск рятувально-пошукового варіанту CH-53A.

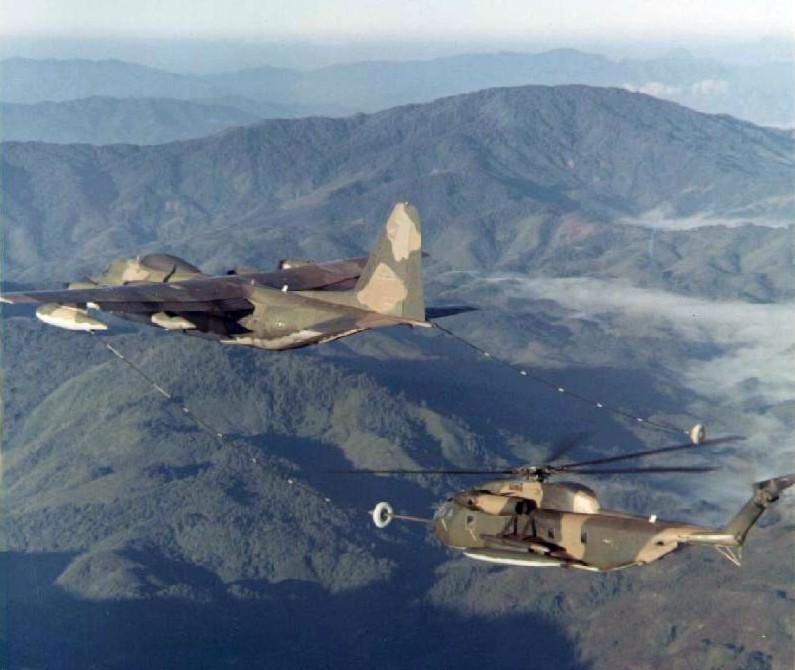
HH-53B з 40-ї повітряної рятувально-пошукової ескадрильї дозаправляється з HC-130P Hercules над Північним В'єтнамом, 1969—1970

HH-53B, як його позначали, має такі показники:
- Висувна штанга з конусом дозаправки у повітрі.
- Веретеноподібні зовнішні танки, які відокремлюються об'ємом 2461 л, встановлені у спонсонах і прикріплені розпірка до фюзеляжу.
- Рятувальне талі над правими пасажирськими дверима, здатні розгорнути 76 м сталевого троса.
- Озброєння складається з трьох кулеметів General Electric GAU-2/A 7,62 мм (.308 in) шестиствольні кулемети типу Гатлінга, по одному з кожного боку фюзеляжу спереду і один на хвостовій рампі, стрілець при цьому закріплений ременями безпеки.
- Загальна вага броні складає 540 кг.
- Доплерівській радар у носовій напівсфері.

Рані моделі HH-53B мали газотурбінні двигуни T64-GE-3 з потужністю 3,080 shaft horsepower (2,297 kW) кожний, але пізніше було замінено двигуни на газотурбінні двигуни T64-GE-7 з потужністю 3,925 shaft horsepower (2,927 kW). Екіпаж складався з п'яти, з пілота, другого пілота, старшого екіпажу та двох рятувальників.

### HH-53C

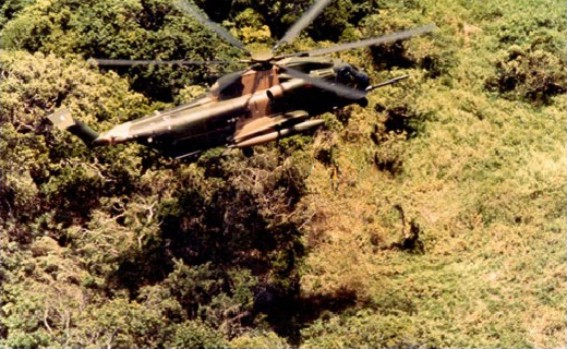
HH-53C спускає рятувальника під час рятівних робіт, червень 1970

HH-53B є по суті проміжним типом, з переходом на виробництво сучасного покращеного варіанта для ВПС HH-53C CSAR. Найбільш видима різниця між HH-53B і HH-53C була у відсутності на HH-53C ребер жорсткості з паливним баком. Досвід використання HH-53B показав що оригінальний бак був дуже великим, негативно впливаючи на продуктивність, коли вони були повністю наповнені, тому там було встановлено менший за об'ємом бак (1703 л). Інші зміни включали в себе більше бронювання і більш кращий набір радіостанцій для поліпшення зв'язку з повітряними танкерами C-130, ударними літаками підтримки CSAR і командами які очікують на порятунок на землі. HH-53C усе інше було як і у HH-53B, з більш потужним двигунами T64-GE-7.

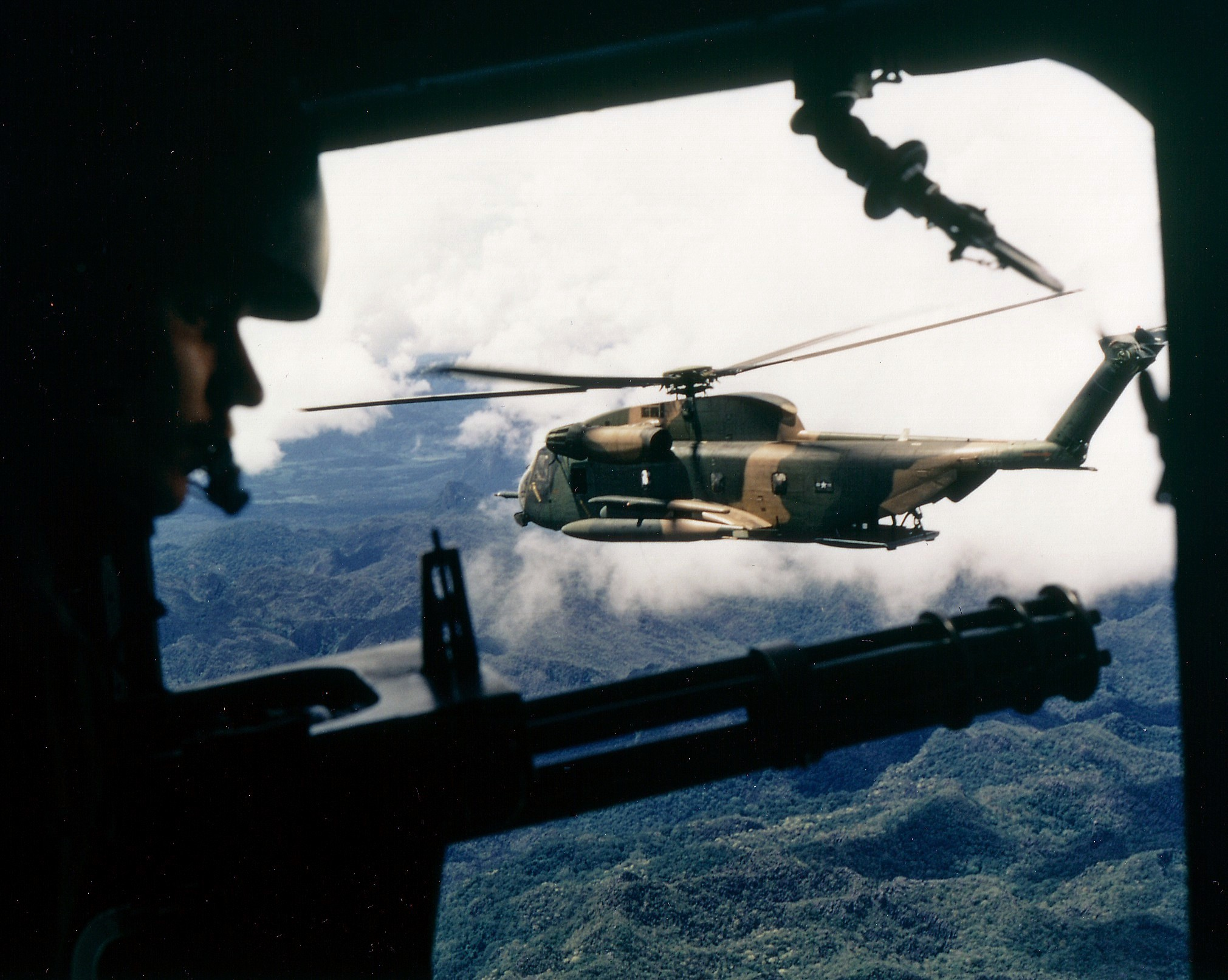
Вид на HH-53 з місця стрільця. Гелікоптер над В'єтнамом у жовтні 1972

Було побудовано 44 HH-53C, які було прийнято на службу у серпні 1968. Пізніше під час війни їх оснастили блоками контрзаходів для боротьби з ракетами які наводилися на тепло. Як і HH-53B, HH-53C використовували для операцій прикриття і для пошуку капсул, а також розвідувальних дронів. Декілька було призначено у підтримку космічної програм Аполлон, для рятування капсул Аполлона у разі переривання запуску, хоча такого ніколи не було.
На додачу до HH-53C ВПС отримали 20 вертольотів CH-53C для транспортних робіт. CH-53C був дуже схожий на HH-53C, навіть мав рятувальну лебідку, найбільш помітною відмінністю CH-53C є відсутність системи дозаправки у повітрі. Так як СН-53С використовувалися для таємних операцій, вони були озброєні і броньовані, як HH-53C. Велика кількість Super Jollies були перероблені у вертольоти Pave Low для спеціальних операцій. PAVE або Pave це кодова назва ВПС для багатьох збройних систем які мають передову електроніку.

### HH/MH-53H
Вертоліт Super Jollies ВПС США були дуже затребувані, але вони були в основному машинами для роботи при денному світлі/гарній погоді, а часто збиті екіпажу треба було рятувати вночі і за поганої погоди. У 1969 році у Південно-Східній Азії було розгорнуто систему сенсорів для нічних польотів і польотів у погану погоду яка мала назву «Pave Low I» на основі тепловізора низького освітлення (LLLTV) для бойового випробування, але система не показала себе з гарного боку.
У 1975 HH-53B було оснащено більш кращою системою «Pave Low II» і перейменовано на YHH-53H. Ці випробування стали більш вдалими і тому вісім HH-53C були передані для подальшого покращення системи і вертоліт отримав назву HH-53H Pave Low III, з оновленням YHH-53H до цих характеристик. Усі були випущені у 1979 та 1980 роках.
HH-53H мав систему дозаправки у повітрі, зовнішні паливні баки, рятувальні талі і озброєння з трьох кулеметів як у HH-53С; озброєння зазвичай складається з мініганів і кулеметів .50cal (12,7 мм) Browning в хвості, щоб забезпечити більшу зону ураження і кращу бронебійність легкої техніки. Покращення HH-53H включають:
- ІЧ тепловізор розробки Texas Instruments AN/AAQ-10 .
- Наземний слідкуючий радар Texas Instruments AN/APQ-158, який є цифровою версією радара, що використовується на A-7. Він модифікований для відображення земної поверхні.
- Канадську Марконі-Доплер навігаційну радарну систему.
- Інерційна система наведення Litton або Honeywell.
- Комп'ютеризований дисплей-мапа.[8]
- Ресівер-попередження про радарне опромінення і пристрої для відстрілу пасток.

ІЧ тепловізор та наземний радар у носовому відсіку. HH-53H може мати 27 місць для десантників або 14 носилок. Оновленні були встановлені у Пенсаколі, що показує на те, що ВМС опікувалися покращенням S-65. У 1986 HH-53H які залишилися були оновлені за програмою CONSTANT GREEN, було встановлено окуляри нічного бачення. Їх перевели до класу вертольотів «спеціальних операцій» і вони отримали назву MH-53H.
HH-53H заслужив повагу тому ВПС вирішили замовити нові вертольоти MH-53J Pave Low III Enhanced. Загалом конфігурація MH-53J схожа на HH-53J, основною відмінністю стало встановлення двох турбовальних двигунів T64-GE-415 потужністю 4380 к. с. (3265 кВт) кожний, а також збільшене бронювання, збільшуючи вагу броні до 450 кг. Також було покращено авіоніку, в тому числі встановлено систему супутникової навігації Global Positioning System (GPS). Всього було оновлено 31 HH-53B, HH-53C і CH-53C до стандарту MH-53J з 1986 по 1990, з усіма MH-53H оновленнями, загальна кількість склала 41 MH-53J.

### MH-53J/M

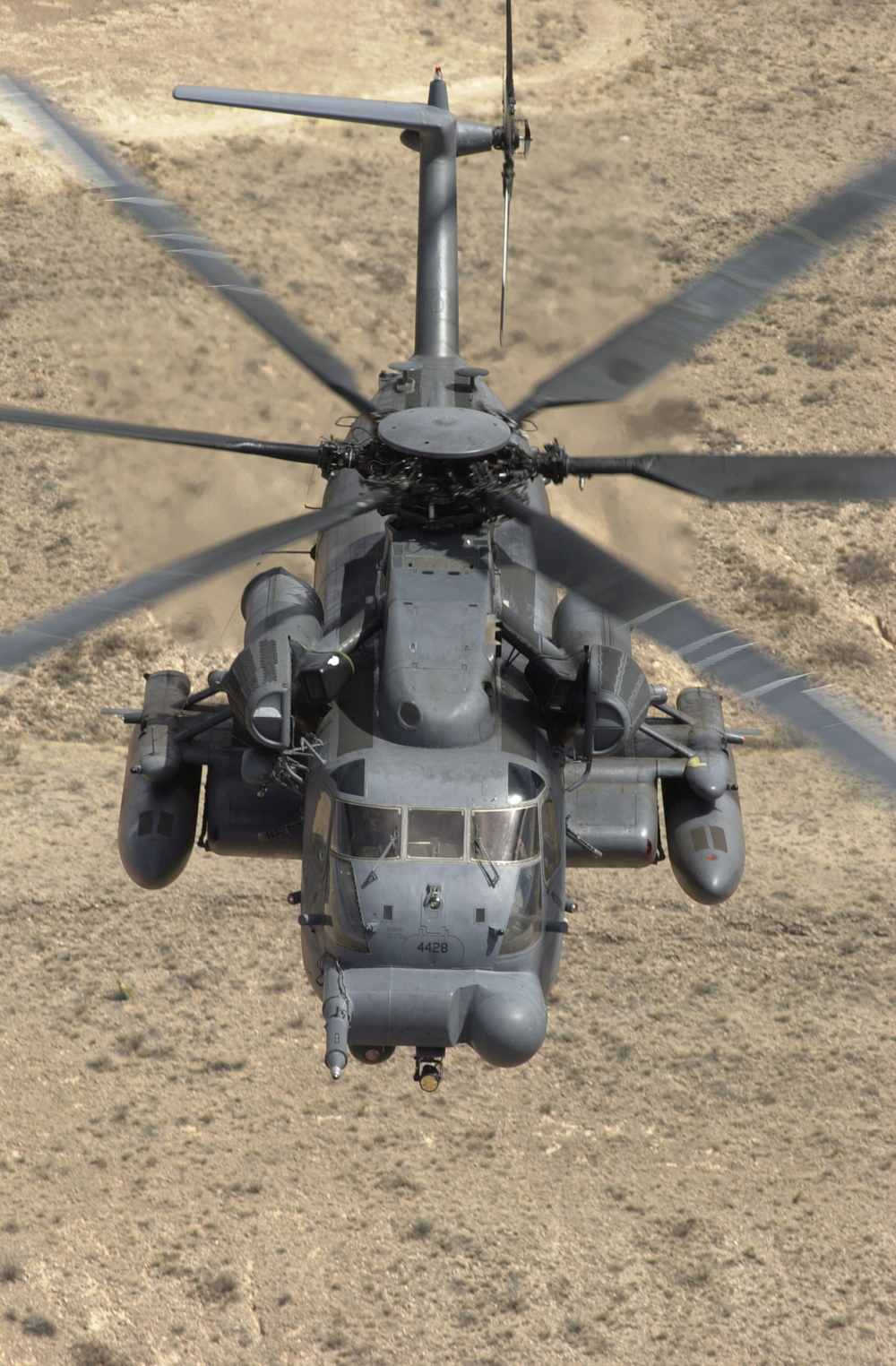
MH-53J Pave Low IIIE з 551-ї ескадрильї Спеціальних операцій, 58-го крила Спеціальних операцій, під час тренувального польоту

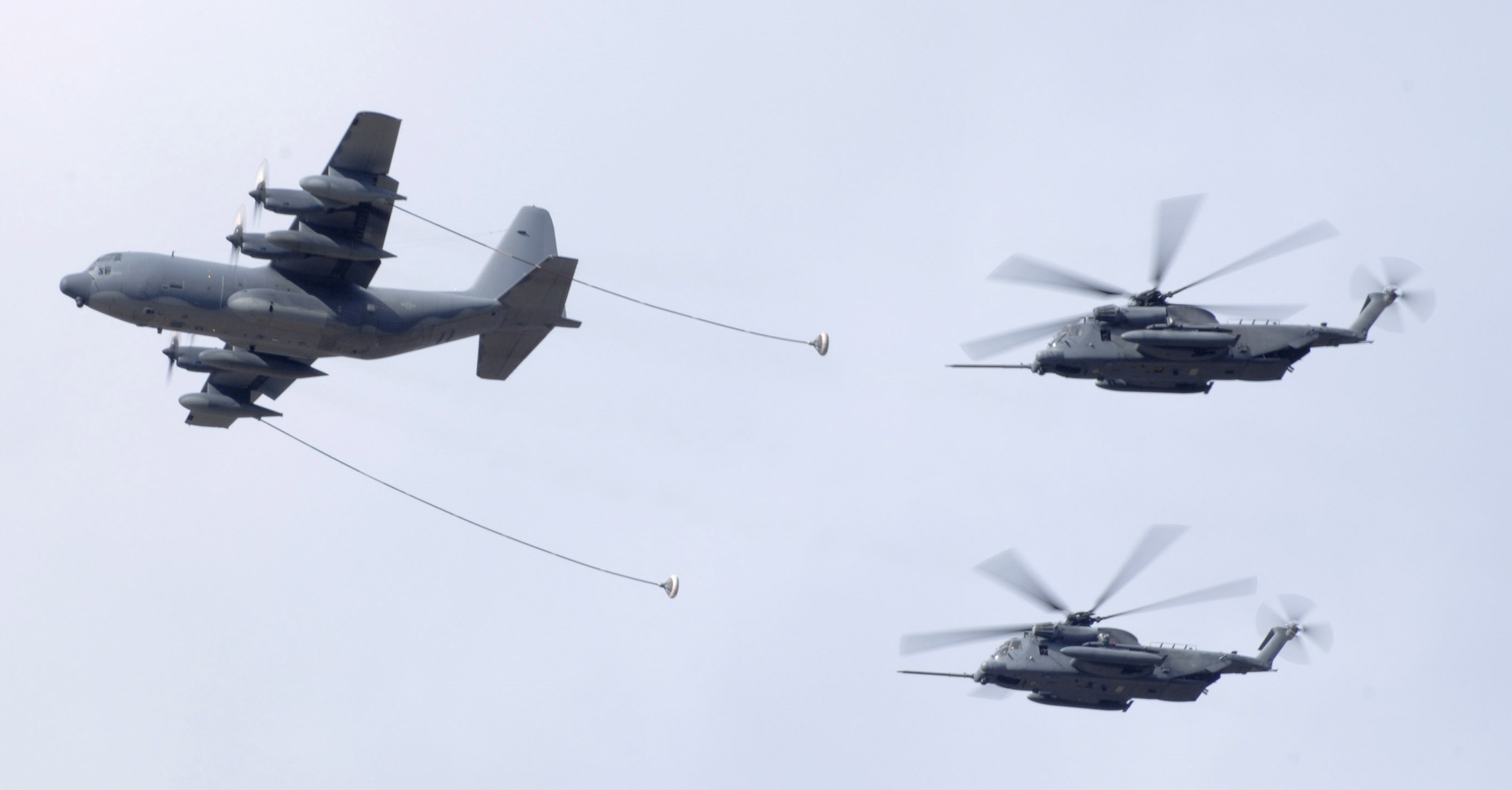
MC-130W дозаправляє два MH-53J Pave Low під час демонстрації над Гарлбарт Філд, Флорида.

Вертоліт MH-53J Pave Low III був найбільшим, найбільш потужнім і технологічно прогресивним вертольотом у складі ВПС США. За допомогою радара, ІЧ-сенсорам, інерційній навігаційній системі з Global Positioning System, разом з проєкційним дисплеєм-мапою екіпаж може рухати вертоліт на невеликій висоті обминаючи перешкоди, зменшуючи ризик ураження.
За програмою Pave Low III, ВПС модифікували дев'ять MH-53H та 32 HH-53 для використання уночі і за поганої погоди. Модифікації включали ІЧ-сенсори AN/AAQ-18, інерційну навігаційну систему, систему глобального позиціонування, доплерівську навігаційну систему, радар APQ-158 слідкування за поверхнею, бортовий комп'ютер, покращену систему навігації та інтегровану авіоніку для точної навігації до і від цілі. ВПС дали цій модифікації назву MH-53Js.
Головним завданням MH-53J була доставка вантажів, висадка та підбирання груп спеціального призначення у тилу ворога. Їх також можна використовувати у місіях з пошуку і рятування. Проникнення стало можливим завдяки радарам слідкування за поверхнею, а ІЧ-сенсори допомагають керувати машиною за поганої погоди. Машина була оснащена додатковою бронею. Він може перевозити 38 бійців та 9000 кг вантажу на зовнішньому гаку. Максимальна швидкість складала 266 км/год, а робоча висота складала 4900 м.
MH-53M Pave Low IV став модифікацією MH-53J зі встановленням Interactive Defensive Avionics System/Multi-Mission Advanced Tactical Terminal або IDAS/MATT. Система посилила оборонні можливості Pave Low. Вона забезпечує миттєвий доступ до загальної ситуації на полі бою. Вона також дає новий рівень уникнення перешкод у системі реального часу, тому екіпаж може уникати перешкоди і створювати новий маршрут.

## Історія використання
Очікуючи на HH-53B ВПС взяли два вертольоти у морської піхоти CH-53A для випробувань і тренувань. Перший з восьми HH-53B піднявся у повітря 15 березня 1967, машину використовували у Південно-східній Азії до кінця року для пошуково-рятувальних робіт. ВПС назвали HH-53B «Super Jolly». Його використовували для пошуково-рятувальних операцій і для пошуку капсул з фотографіями які скидали з розвідувальних супутників.
Super Jollies потрапив на шпальти у листопаді 1970 через невдалу операцію у Північному В'єтнамі з порятунку полонених з табору Сон-Тай, а також у зв'язку з рятувальною операцією на кораблі Mayagüez від камбоджійських Червоних кхмерів у травні 1975. ВПС втратили 17 Super Jollies у конфлікті, 14 було втрачено у бою — в тому числі і той, що був збитий північно-в'єтнамським Міг-21 28 січня 1970 під час рятувальної місії у Лаосі — і три було втрачено у катастрофі.
HH-53B, HH-53C та CH-53C залишалися на озброєнні ВПС до кінця 1980-х. Super Jollies працювали на передовій у різному камуфляжному окрасі, у той час як звичайні рятувальні машини були пофарбовані у сірий колір з жовтою хвостовою балкою.
Перші дев'ять HH-53H Pave Lows надійшли на озброєння 1 липня 1980, і були переведені з Військового транспортного командування, де вони виконували рятувальні місії, до 1-го крила спеціальних операцій після невдачі у Операції Орлиний кіготь. Два HH-53H було втрачено у тренувальних катастрофах у 1984 і два CH-53C було покращено до стандартів HH-53H.
Останнє завдання MH-53 Pave Low виконав 27 вересня 2008, коли останні шість вертольотів вилетіли на підтримку військ спецпризначення у Південно-західній Азії. Після цього MH-53M були списані.

## Варіанти

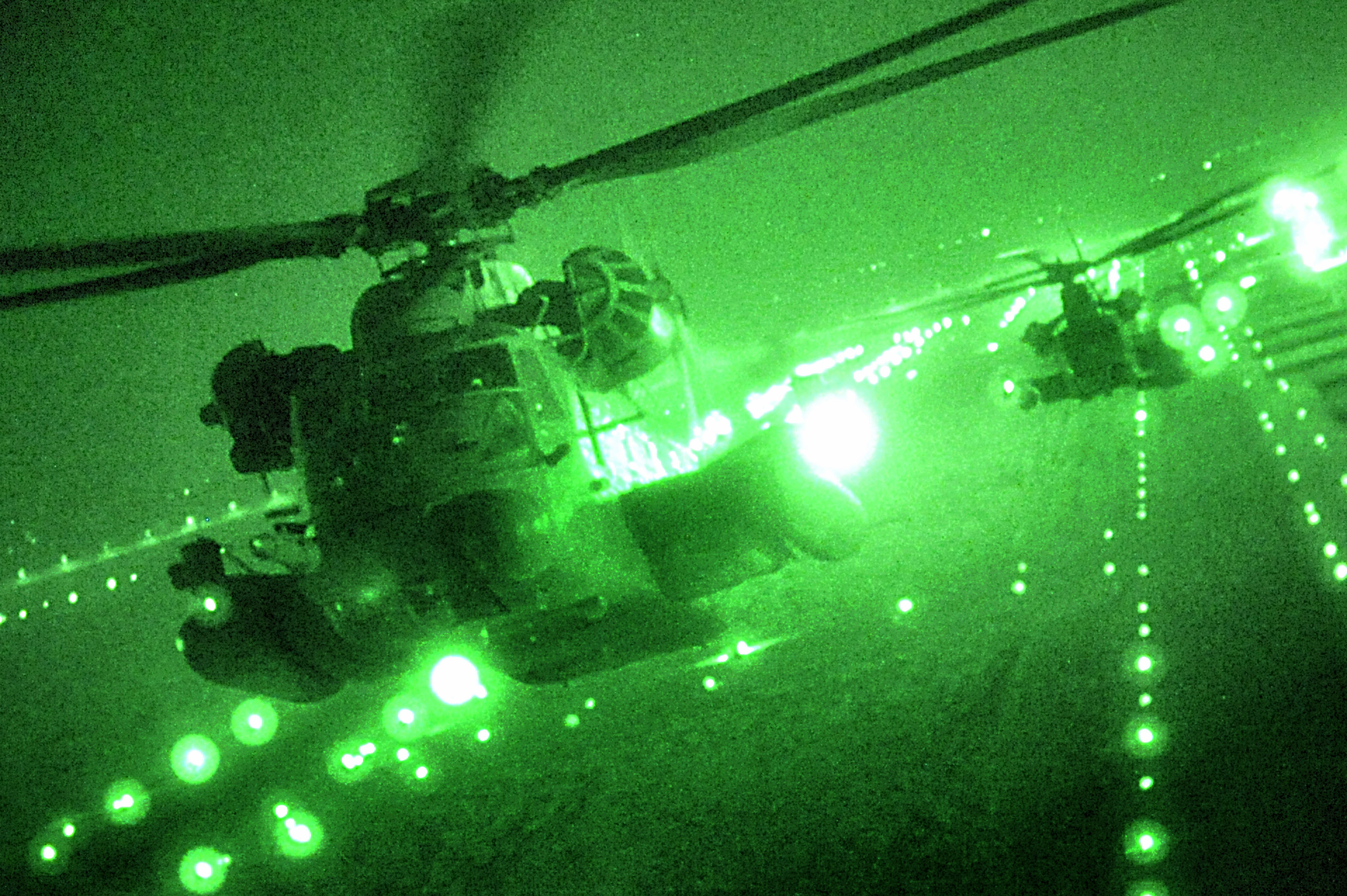
MH-53 Pave Low у останній бойовій місії у вересні 2008, перед списанням.

- TH-53A — Тренувальна версія для ВПС США (USAF)
- HH-53B — тип CH-53A для рятувально-пошукових операцій (SAR)
- CH-53C — транспортний варіант, побудований 22
- HH-53C — «Super Jolly Green Giant», покращений HH-53B для USAF
- S-65C-2 (S-65o)  — експортний варіант для Австрії, пізніше для Ізраїля
- S-65-C3 — експорта версія для Ізраїля
- YHH-53H — прототип Pave Low I
- HH-53H — Pave Low II нічна версія
- MH-53H — переспрямування HH-53H
- MH-53J — «Pave Low III» для спеціальних операцій, переробка HH-53B, HH-53C та HH-53H.
- MH-53M — «Pave Low IV» оновлений MH-53J

Інші варіанти H-53 можна побачити тут CH-53 Sea Stallion, CH-53E Super Stallion та CH-53K King Stallion.

## Оператори
США
- Повітряні сили США[10]

## Вертольоти-пам'ятники

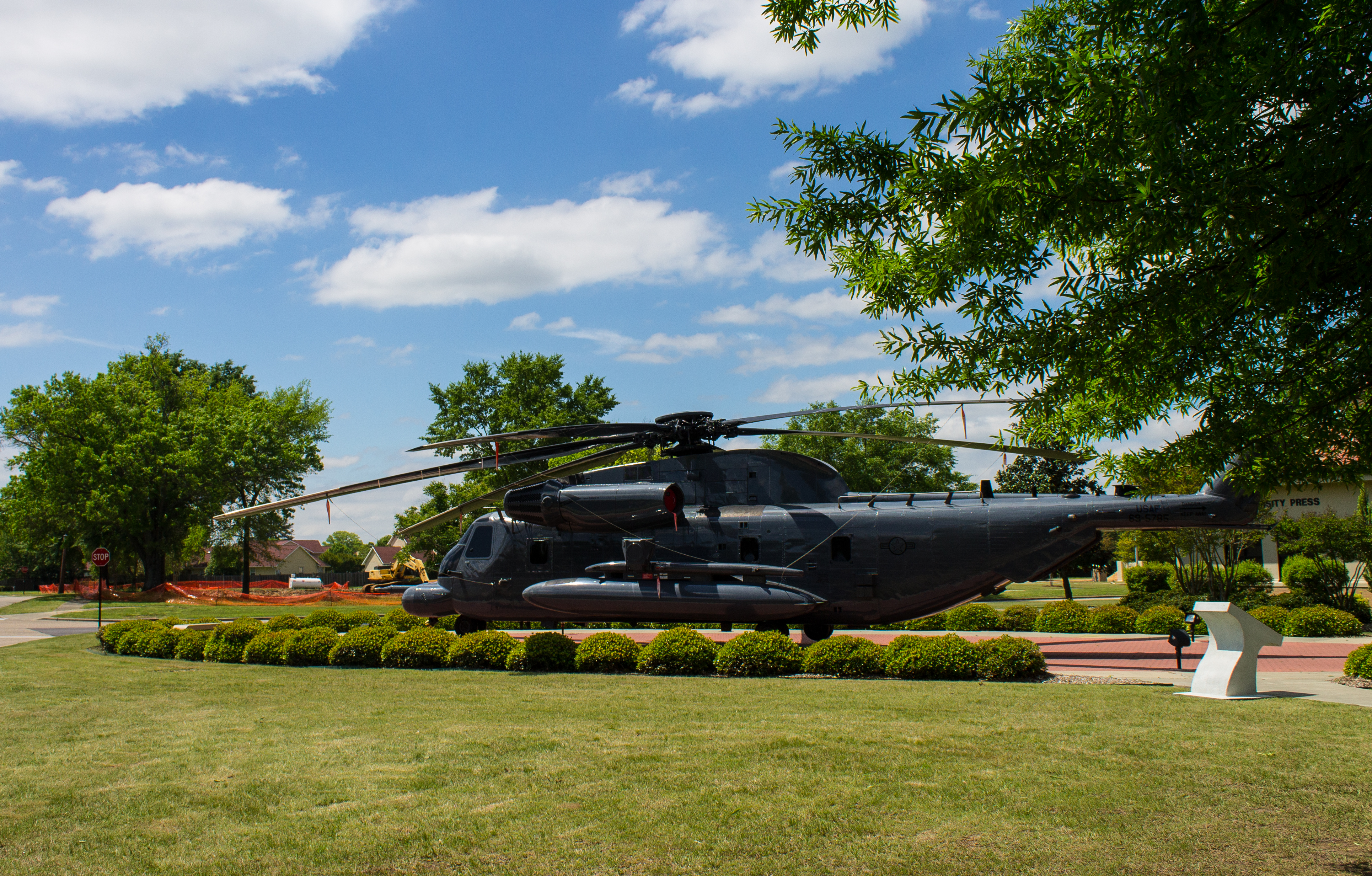
MH-53M Pave Low IV на п'єдесталі на авіабазі Максвел

- MH-53M Pave Low IV, серійний номер 68-10928, списаний 29 липня 2007 і встановлений у Air Commando Park, Гарлбарт Філд, Флорида 3 грудня 2007. Цей гелікоптер брав участь у травні 1975 у рятівній операції під час інциденту з «Маягуес» і отримав влучання, під час головної битви, у двигун, лопаті гвинта і панелі інструментів. Гелікоптер літав у Афганістані та Іраку у свої останні сім років служби, завершивши свою бойову кар'єру у Іраку влітку 2007[11].
- MH-53M Pave Low IV, серійний номер 68-10357, списаний був у березні 2008 і встановлений у експозиції Національного музею ВПС США на авіабазі Райт-Паттерсон, Огайо 8 липня 2008. Цей MH-53 мав на борту командні елементи під час операції Берег Слонової Кістки, місія по рятуванню американських полонених з північнов'єтнамського табору для полонених у Шонтай у 1970[2].
- MH-53M Pave Low IV, серійний номер 70-1626, списаний 11 серпня 2008 і встановлений у експозиції Музею авіації, авіабаза Робінс, Джорджія[12].
- MH-53M Pave Low IV, серійний номер 68-8284, списаний 30 вересня 2008 і був встановлений у виставці присвяченій Холодній війні у Музеї Королівських ВПС, Косфорд, Велика Британія 17 грудня 2008[13].
- MH-53M Pave Low IV, серійний номер 73-1652, списаний 5 вересня 2008 і встановлений у експозиції у Музеї Озброєнь ВПС поряд з авіабазою Еглін. Цей MH-53M брав участь у операціях після різанини у Джонастауні[14].
- MH-53M Pave Low IV, серійний номер 73-1649. Він був списаний і призначався для музею, коли він помилково був відправлений до «Могильника» 309-й аерокосмічної групи технічного обслуговування і відновлення. Але завдяки старшому командиру вдалося його «врятувати». Зараз він знаходиться у експозиції Музеї Pima Air & Space[15][16].
- MH-53M Pave Low IV, серійний номер 69-5785, виставлений на авіабазі Максвел. Він був відданий до експозиції 8 червня 2009, і був встановлений у Повітряному парку[17].
- MH-53M Pave Low IV, серійний номер 68-10369, у експозиції музею авіабази Гілл. Його останній політ відбувся 18 вересня 2008 до авіабази Гілл і після цього він був встановлений у музеї.

## Специфікація (MH-53J)

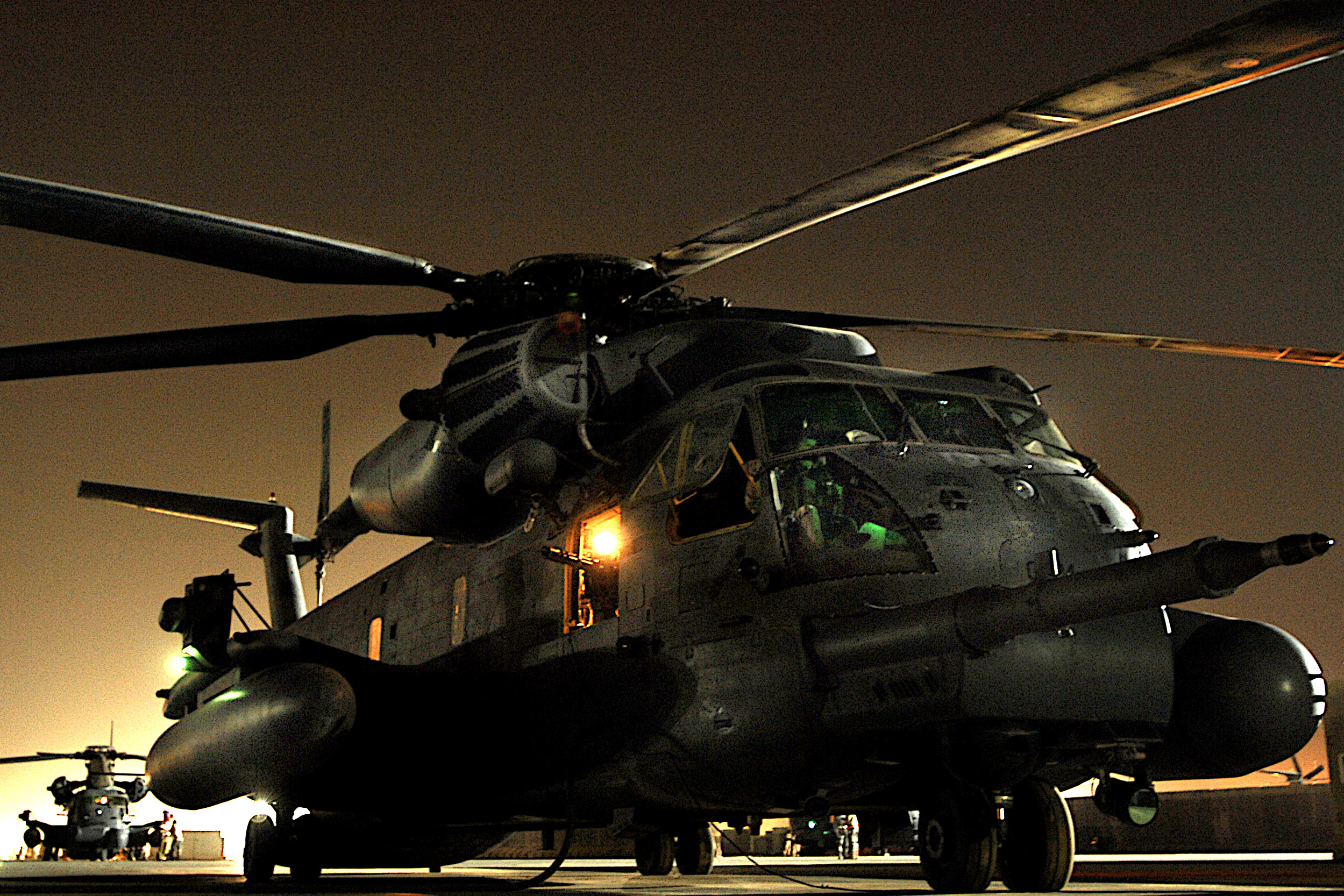
MH-53 Pave Lows готовий до зльоту для участі у своїй останній бойовій місії 27 вересня 2008, у Іраку.

Джерело: USAF MH-53J/M, International Directory, Vectorsite
Основні характеристики
- Екіпаж: 6 (два пілоти, два льотних інженера і два повітряних стрільці)
- Пасажиромісткість: 37 солдат (57 у максимальному навантаженні)
- Довжина: 28 м
- Висота: 7,6 м
- Діаметр несучого гвинта: 21,9 м

- Маса порожнього: 14515 кг
- Нормальна злітна маса: 21000 кг
- Силова установка: 2 × турбовальний T64-GE-100  4300 к.с. ( 3230 кВт)
- Повітряний гвинт: 6 лопатевий несний гвинт,4 лопатевий хвостовий гвинт

Льотні характеристики
- Крейсерська швидкість: 278 км/год
- Практична дальність: 1100 км (може збільшена за допомогою дозаправки)

Озброєння
- Стрілецько-гарматне: Комбінації з трьох 7,62 мм кулеметів M134 Minigun та/або 12,7 мм кулемети Browning M2 які встановлено ліворуч і праворуч за кабіною пілотів і на рампі

### Інше
- PAVE[en]